# Mafra (Santa Catarina)
Mafra, amtlich portugiesisch Município de Mafra, ist eine brasilianische Gemeinde an der nördlichen Grenze des Bundesstaates Santa Catarina. Die Bevölkerung wurde zum 1. Juli 2021 auf 56.825 Einwohner geschätzt, die Mafrenser genannt werden und auf einer Gemeindefläche von rund 1404,1 km² leben. An Fläche steht Mafra an vierter Stelle der 295 Munizipien Santa Catarinas.

## Geschichte
Vor 1917 gehörte Mafra zum Bundesstaat Paraná, jedoch wurden die Grenzen nach einem Krieg, dem Guerra do Contestado, welcher in der Region von 1913 bis 1916 herrschte, neu gezogen. So wurde der Fluss Rio Negro die neue Grenze. Die Stadt Rio Negro wurde dadurch geteilt, sodass der Teil der Stadt am Südufer als Mafra ein eigenständiges Verwaltungsgebiet wurde.

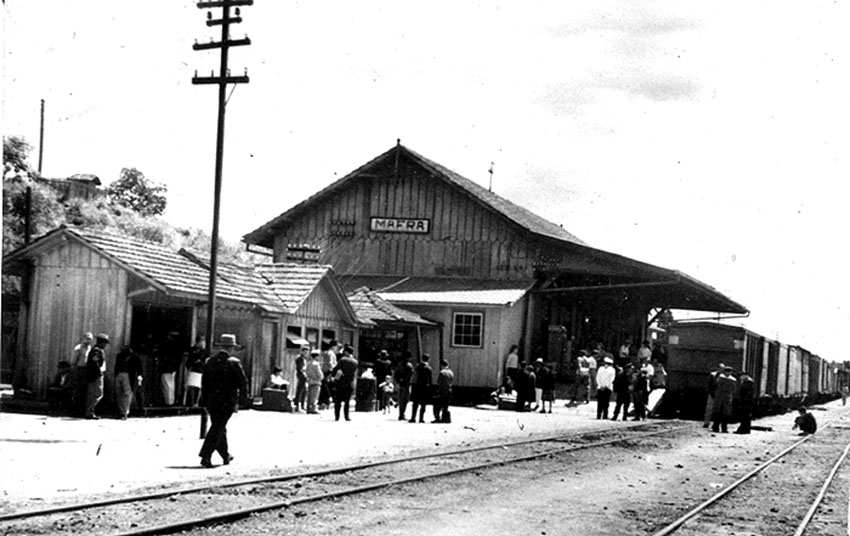
Ehemaliger Bahnhof von Mafra

## Wirtschaft
Mafra  ist landwirtschaftlich geprägt, obwohl nur ein Drittel der Einwohner außerhalb der Stadt lebt. Angebaut und gezüchtet wird vor allem von kleinen Familienbetrieben, die sich, um ihre marktwirtschaftliche Lage zu verbessern, mit anderen Familien zusammenschließen und auf ein Produkt spezialisieren. Diese Interessenverbände werden von einer für Agrarwirtschaft spezialisierten Beratungsstelle in Fragen zu Anbaumethoden und Vermarktung beraten.
Wichtige Produkte sind Milch, Tomaten, Bohnen, Honig, Zucchini, Getreide, Gurken, Honig- und Wassermelonen, Pilze, Kaninchen und Schnecken. Die Schnecken werden zum Teil per Luftfracht in Feinschmeckerrestaurants nach Rio de Janeiro geliefert. Die Stadt ist zudem bekannt für den guten Honig. Durch die naturgegebenen Ressourcen gibt es auch kleine Holzverarbeitungsbetriebe, in denen Möbel und andere Holzprodukte hergestellt werden. Außerdem gibt es Ziegeleien und eine Fliesenfabrik.

## Paläontologie
Mafra ist für  Paläontologen interessant, da es dort einige Fundstellen mit Versteinerungen gibt, welche die These der Kontinentalverschiebung zwischen Afrika und Amerika belegen. Solche Fundstellen gibt es nur in dieser Region.